# Avana Egyesület
Az AVANA Magyar Tudományos Fantasztikus Művészetért Országos Egyesület egy 1997-ben alakult közhasznú egyesület, melynek célja a magyar tudományos-fantasztikus irodalom és képzőművészetek népszerűsítése. Az egyesület a nevét Avana városáról kapta, mely Zsoldos Péter Távoli tűz című fantasztikus regényében szerepel. Az egyesület több kiadvánnyal, pályázatok indításával, rendezvényekkel segíti a tudományos-fantasztikus témájú művészetek fennmaradását.

## Adatok
Az egyesület 1997. szeptember 7-én alakult Budapesten. Bejegyzése 1998. március 13-án vált jogerőssé, a közhasznú jogállást 1999. március 30-án kapta meg. Az Egyesület székhelye: Salgótarján, Fő tér 5. (JAMKK)

## Az Avana egyesület kiadványai
Az Avana SF Hírlevél az egyesület 8 oldalas A/4 méretű kiadványa. 2008 augusztusától szünetel, amikor is a 99. szám jelent meg.  2011. január óta a hírlevél elektronikus formában változó időszakonként jelenik meg. 
Az Avana Arcképcsarnok  irodalmi és ismeretterjesztő kiadvány, amely 2009-ig évente 4-5 alkalommal jelent meg, 72 oldalon.  2010-ben három szám jelent meg. Azóta anyagi forrás hiányában a kiadása szünetel. Tematikus kiadvány, olyan témákkal mint pl. „A jövő iskolája” vagy a „Különlegesek, avagy mentális és fizikai sérültek”.
A Kódex Kiadó jóvoltából, általában évente két száma jelenik meg az Új Galaxis sci-fi antológiának. A művészeti kiadványt a 2008 tavaszán megjelent 12. számmal (szerkesztő: Czinkos Éva) vette át az Avana, addigi szerkesztőjétől, Ambrus Attila Józseftől, de már a 11. számot is közösen szerkesztették. A 13-16. számok szerkesztője Antal József volt. A Kiadóval kötött megállapodás értelmében minden szerkesztési, előkészítési munkát az Avana Egyesület önkéntes tagjai végeznek. A szerkesztésben részt vevők, és a megjelent alkotók 1-1 példányt kapnak a megjelent antológiából. A Kiadó a szerzőknek nem fizet honoráriumot. Az antológiát a kiadótól lehet megrendelni. A kiadványok projektvezetője, főszerkesztője a 17. számtól: Jobbágy Tibor (Marco Caldera).

## Rendezvények

### HungaroCon
Országos sci-fi találkozó. A rendezvényszervezést 1998-tól vette át az Avana Egyesület. 2010-ben az Egyesület a rendezvényt és emblémáját levédte. A rendezvényen az ismeretterjesztő előadásokon túl hagyományosan vannak fórumok, kiállítások, szervezeti bemutatkozások, író-olvasó találkozók, díjátadók, közösségépítő programok.

## Díjak

### Monolit-díj
A 2020. április 23-án alapított Monolit-díj a sci-fi irodalmi zsánerbe sorolható, magyar nyelven megjelent, kiemelkedő színvonalú regények és novellák elismerésére szolgál.
A díjkiosztásra minden évben az országos sci-fi találkozón, a HungaroConon kerül sor.
A díjra pályázó műveket az egyesület által felkért független, szakmai zsűri értékeli, és ítéli oda a díjat. A díj egy-egy kategóriában kétévente kerül kiadásra. A díj megjelenése egy fekete monolit, amelynek élén gravírozva szerepel a nyertes neve, a nyertes mű címe és a díj odaítélésének éve. Továbbá a díj pénzjutalommal is jár.

### Novellapályázat Preyer Hugo emlékére
A pályázatra új, máshová be nem nyújtott, sci-fi témájú novellákat adhatnak be kezdő alkotók. A pályázatokat egy háromfős zsűri pontozással bírálja el. Az 1–3. helyezett alkotót az Avana Egyesület jutalomban részesíti, és a művek az Új Galaxis antológiában jelenhetnek meg. A művek beérkezési határideje adott év május 30. A zsűri által még közölhetőnek ítélt művek egy része az Új Galaxis oldalain, más részük a pályázat oldalán kerül az olvasók elé. A zsűri minden beérkezett novelláról szöveges értékelést készít. 
A díjkiosztásra minden évben az országos sci-fi találkozón, a HungaroConon kerül sor. A projekt vezetője B. Kósa Katalin.

### Képregény- és illusztrációs pályázat
Az egyesület 2008 óta hirdet képregény illetve illusztráció pályázatot. Az utóbbi években a díjak nem kerültek átadásra a kevés pályázó miatt.

## Korábbi díjak

### Zsoldos Péter-díj
A díjat magyar nyelven megjelent, magyar író alkotta sci-fi-regény, kisregény és novella nyerheti el. A díjat Salgótarján Város Önkormányzatával és a Zsoldos családdal közösen hozták létre. Az emlékplakettet, melyet a regénykategória győztese kap, a Zsoldos család készíttette Józsa Bálint képzőművésszel. 2019-ig az Avana Egyesület végezte a pályáztatást, a zsűriztetést és szervezte meg a díjátadást, valamint az értékelés nyilvánossá tételét. A díj koordinátora Jobbágy Tibor volt. A Zsoldos család 2020-ban átvette a díj gondozását az Avana Egyesülettől.

## Külső hivatkozások
- Avana honlap
- Monolit-díj
- Scifi.hu
- Új Galaxis Archiválva 2012. október 29-i dátummal a Wayback Machine-ben A kiadvány saját oldala.
- A Preyer Hugo pályázat hivatalos oldala
- Zsoldos Péter díj